# 菲夫蒂萊克斯 (明尼蘇達州)
菲夫蒂萊克斯（英語：Fifty Lakes）是一個位於美國明尼蘇達州克羅溫縣的城市。

## 人口
根據2020年美國人口普查的數據，菲夫蒂萊克斯的面積為86.92平方千米，當中陸地面積為75.93平方千米，而水域面積為10.99平方千米。當地共有人口443人，而人口密度為每平方千米5人。